# Garofanata
Il Garofanata è un vitigno a bacca bianca, di origine marchigiana, in particolar modo è tipico della media valle del Cesano, a cavallo tra la provincia di Ancona e di Pesaro e Urbino, zona dove è attualmente maggiormente diffuso.
Una prima descrizione del vitigno è stata fatta nel 1962 dall'ampelografo marchigiano Bruno Bruni.

## Ampelografia
La foglia è di dimensioni medie, pentagonale, pentalobata; il grappolo sono medio-piccolo, di forma  piramidale, compatto; l'acino di dimensione media, di forma non uniforme, ovoidale, con buccia scarsamente pruinosa e di spessore medio, di colore verde-giallo.
Fenomeni vegetativi:
- Germogliamento: 30 marzo
- Fioritura: 30 maggio
- Invaiatura:  30 luglio
- Maturazione: terza deca di settembre.

## Coltivazione
Il vitigno è stato recuperato da un vigneto di Corinaldo e attualmente il suo areale è costituito dai comuni di Corinaldo, Castelleone di Suasa, Fratte Rosa e San Lorenzo in Campo.